# Victoria II
Victoria II é um jogo grande estratégia da empresa Paradox Interactive. É a sequência ao jogo de 2003 Victoria: An Empire Under the Sun. Foi anunciado em 19 de agosto de 2009 e lançado 13 de agosto de 2010.
Como seu predecessor, Victoria II permite ao jogador controlar e gerenciar um estado-nação entre os séculos XIX e XX, incluindo aspectos políticos, diplomáticos, econômicos, militares e tecnológicos.

## Desenvolvimento
A decisão de criar o Victoria II foi influenciada por votação nos fóruns da Paradox, e debate interno da companhia. O CEO da Paradox, Fredrik Wester, anunciou publicamente que acreditava que o jogo nunca daria lucro, enquanto outros membros da companhia, como Johan Andersson, estavam confiantes que sim. Para tanto Wester prometeu que se o jogo de fato desse lucro, ele rasparia a cabeça e postaria as fotos no fórum. Essa convicção teve base no jogo no jogo original, pois as vendas deste teriam sido fracas. Numa entrevista em alemão com Frederik, foi revelado que seriam precisas serem vendidas 70.000 cópias para que o jogo fosse lucrativo.

## Jogabilidade
Victoria II traz o Mundo, desde o ano de 1836, até os antecedentes da Segunda Guerra Mundial, com mais de 200 nações jogáveis. Como seu predecessor, Victoria II se foca em gerenciamento interno, cobrindo a industralização, e mudanças sociais/políticas de um país, com dezenas de diferentes tipos de governo. O jogo dá muita importância a economia de um país, tendo um complexo sistema de mercado, com mais de 50 tipos de bens de consumo e fábricas, e relações com o mercado global. Enquanto a guerra também é um componente do jogo, não é o foco principal como em outros títulos da Paradox, a exemplo da série Hearts of Iron.
As características de população são dividas em: culturas, religiões e emprego. Existem diversos tipos de população, incluindo: aristocratas, oficiais, o clero, capitalistas, funcionários, artesãos, soldados, trabalhadores e fazendeiros. Além destes, o Victoria II introduz dois novos grupos: operários e burocratas. O jogo também apresenta um sistema de mobilidade de classe, que atua na facilitação do enriquecimento e empobrecimento da população. Similar a outros jogos da Paradox, como o Europa Universalis, missões históricas, que são micro-objetivos na estratégia geral, foram introduzidos. Existem centenas de eventos históricos, bem como decisões a serem tomadas. Esses eventos e decisões podem levar a criação ou a destruição de estados-nação.
Victoria II contém um bom número de mudanças e melhorias ao seu predecessor. A interface foi simplificada quando comparada à do jogo original, que foi descrita pelo produtor Johan Andersson como "a interface que Deus esqueceu". A automação de várias tarefas foi introduzida, incluindo trocas comerciais e promoção da população. O sistema de educação foi retrabalhado, com pessoas educadas pelo clero da mesma religião, e cada grupo populacional agora tem seu próprio nível de alfabetização. A importância da educação e alfabetização são refletidas na vasto sistema de tecnologia que contém centenas de invenções. Além disso, o funcionamento da ideologia no jogo foi melhorado, e agora os grupos populacionais são mais sensíveis para mudanças na situação de seu país, bem como inclinado a agitar reformas políticas e sociais.

### Economia
O sistema econômico em Victoria II tenta simular o fluxo de recursos de um mercado mundial. Toda província do jogo produz algum tipo de recurso, numa operação de coleta de recursos (resource gathering operations, RGO's). Alguns recursos, como o trigo, são requeridos especialmente pela sua população. Outros materiais, como ferro, são consumidos pelo parque industrial, e ainda comercializáveis.
A produção e o sistema de desemprego do Victoria original foram revisados para melhor refletir as forças de mercado. Todos os recursos são coletados ou produzidos pela indústria, e o jogo também tem um sistema de produção artesão, para simular as economias pré-industriais.

### Diplomacia
O Victoria II contém um complexo sistema de simulação política, refletido em dezenas de diferentes tipo de governo, uma nova esfera no sistema de influência, diplomacia de canhoneiras, e uma novo sistema de eleições com governos de coalizão e o senado.
A diplomacia em Victoria II é similar a dos outros títulos da Paradox. Cada país tem um valor de relação que varia entre -200 e +200, e isto representa o quanto duas nações são amigas. Ações 'in-game' e diplomáticas mudam esse valor de acordo com o que aconteceu. Entretanto, a Paradox expandiu certas partes desse sistema. Metas de guerra, emprestadas do Heir to the Throne, uma expansão do Europa Universalis III, foram incorporadas. O fracasso em alcançar uma meta de guerra aumenta a militância da população, o que pode resultar em revoltas. Quando a hora de paz chegar, você vai saber o que o seu oponente quer, e ele o que você quer. Então será hora de você decidir se vai parar ou se vai continuar até a vitória final. Isso cria dois tipos de guerra: a limitada e a total.
No jogo, controlar uma Grande Potência, garante opções diplomáticas que não estão disponíveis a outros países. Grandes Potências não apenas influenciam como outros países os vêem; eles tem a habilidade de usar sua influência em outros países para mudar a percepção de uma outra Grande Potência.

### Guerra
A guerra no Victoria II é tida como um prioridade menor, comparada à política e economia, mas segue o mesmo modelo básico usado em outros jogos 'grand strategy' da Paradox, com exércitos se movendo entre províncias, entrando em combate com exércitos inimigos e capturando território inimigo. O sistema básico de combate é uma combinação dos sistemas usados em Europa Universalis 3, Europa Universalis: Rome e Hearts of Iron 3. Um componente chave do combate é o "fronte" (frontage): o número de unidades de um exército estacionados na linha do fronte, que diminuem ao passo que a tecnologia se desenvolve, afim de simular a mudança de exércitos compactos para as contínuas linhas de trincheiras da Primeira Guerra Mundial.
Vários aspectos das forças armadas foram mudadas se comparadas ao Victoria. A unidade militar base foi reduzida de uma divisão de 10.000 soldados para uma brigada de 3.000, força que não é mais criada usando do efetivo do conjunto nacional, mas diretamente da população de soldados de determinada província a qual a brigada continua ligada. Um novo aspecto das forças armadas é o reconhecimento de combate. Esse é um valor que garante bônus (ou penalidade, se baixo) ao se capturar províncias e derrotar exércitos inimigos; em combate prolongado, no entanto, o valor do reconhecimento cai. Unidades como cavalaria e aeronaves tem um valor alto de reconhecimento, e são projetadas para serem usadas como batedores.

## Trilha Sonora
A trilha sonora de Victoria II foi escrita pelo músico e compositor Andreas Waldetoft. Ao todo são 18 músicas em que o artista buscou transmitir o espírito da era vitoriana e a atmosfera dramática de novos tempos iminentes. Waldetoft considerou que essa trilha sonora foi um de seus trabalhos "mais difíceis até agora, mas também o mais gratificante no final."
| N.º | Título                          | Duração |  |
| 1.  | "For God And Queen"             | 3:32    |  |
| 2.  | "The Coronation"                | 3:34    |  |
| 3.  | "Buckingham Palace"             | 4:18    |  |
| 4.  | "Europe Anno 1850"              | 6:45    |  |
| 5.  | "Johans Waltz"                  | 4:46    |  |
| 6.  | "A Day At The Court"            | 1:47    |  |
| 7.  | "New World Anthem"              | 3:08    |  |
| 8.  | "Independence March"            | 1:23    |  |
| 9.  | "Handel This"                   | 1:30    |  |
| 10. | "Inventions"                    | 2:58    |  |
| 11. | "Poverty"                       | 3:44    |  |
| 12. | "Queens Scherzo"                | 1:38    |  |
| 13. | "Royal March"                   | 3:14    |  |
| 14. | "Death Of Prince Albert"        | 4:52    |  |
| 15. | "Countryside"                   | 2:09    |  |
| 16. | "Russia 1917"                   | 4:47    |  |
| 17. | "Winter"                        | 7:27    |  |
| 18. | "Lament For The Queen - Finale" | 7:28    |  |

## Mods
O jogo ganhou vários mods da sua comunidade ao longo dos anos, alguns desses mods tinham objetivo de aprimorar a jogatina adicionando mais eventos e decisões ao jogo, enquanto outros mudava completamente a linha de tempo. Dentre os mais conhecidos no quesito aprimoramento estão: Pop Demand Mod(PDM), Historical Project Mod(HPM), Historical Flavour Mod(HFM), Historical Bloat Mod(HBM).

## Sequência
Foi anunciado em 21 de maio de 2021 no evento da Paradox Interactive, PDXCON: Remixed, a sequência Victoria 3.